# Trasa Zamkowa w Szczecinie
Trasa Zamkowa im. Piotra Zaremby (do 1991 Trasa Zamkowa im. Józefa Piłsudskiego, do 1996 Trasa Zamkowa) – jedna z czterech arterii drogowych, łączących lewobrzeże Szczecina i powiat policki z resztą Polski.
Trasa Zamkowa jest częścią drogi wojewódzkiej nr 115, łączącej Szczecin z Dobieszczynem (gmina Police) w Puszczy Wkrzańskiej.

## Nazwa
Nazwę zawdzięcza położeniu swego zachodniego odcinka w bezpośredniej bliskości Zamku Książąt Pomorskich. Powstała w miejscu zniszczonego podczas II wojny światowej Mostu Kłodnego i paradoksalnie nosi imię Piotra Zaremby – przeciwnika odbudowy tej przeprawy przez Odrę na Starym Mieście. Nazwę „Trasa Zamkowa” wybrano w konkursie. Oprócz tej nazwy najliczniej składane propozycje to trasa: Odrzańska, Portowa, Piastowska, Książąt Pomorskich, 30-lecia, Szczecińska, Basztowa, Słowiańska, Nadodrzańska, Łasztowa, Anny Jagiellonki, Bolesława Chrobrego, Ratuszowa, Staromiejska. Ogółem 250 propozycji. Później nadano patrona, którym został Józef Piłsudski – wcześniej planowano by Trasie Zamkowej nadać imię Władysława Gomułki.

## Historia
W okolicy obecnego zachodniego węzła trasy, na wysokości Baszty Panieńskiej do 1904 roku stały zabudowania dawnego kościoła św. Katarzyny przy nieistniejącym już wówczas klasztorze cysterek.
Roboty budowlane rozpoczęto 4 lutego 1978. W październiku 1987 oddano do użytku nitkę wjazdową do centrum miasta (północną), zaś 5 lipca 1996 nitkę wyjazdową (południową) – po 18 latach od rozpoczęcia prac. Trasa ma około 2300 m długości. Przebiega ciągiem estakad, mostem nad Parnicą, estakadą nad Łasztownią, i mostem nad Odrą Zachodnią. Posiada bezkolizyjne zjazdy w kierunku zachodnim i południowym, tj. do centrum miasta i dalej do Dobieszczyna, oraz osobny w kierunku północnym, do Polic (węzeł zachodni) a także w kierunku wschodnim, do Międzyodrza i Prawobrzeża (węzeł wschodni).

## Zdjęcia

Trasa Zamkowa w Szczecinie
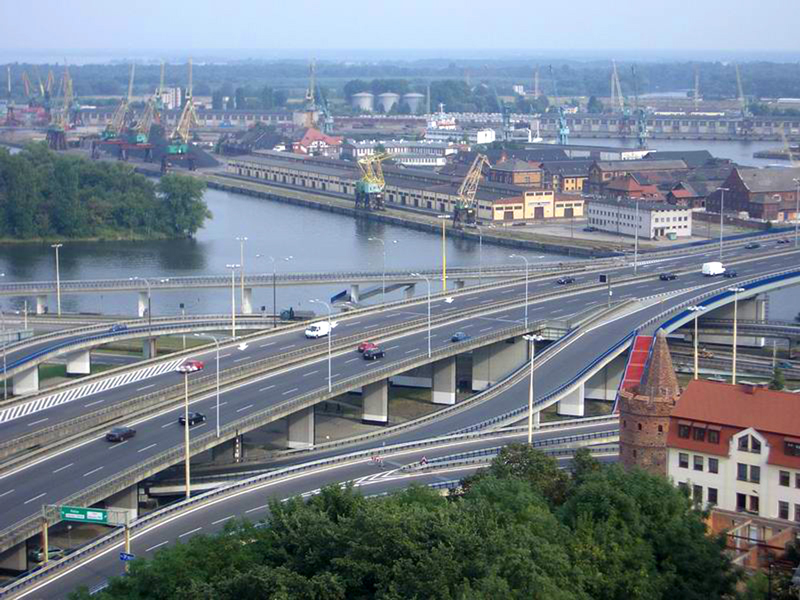
Trasa Zamkowa: ślimacznice nad brzegiem rzeki Odry
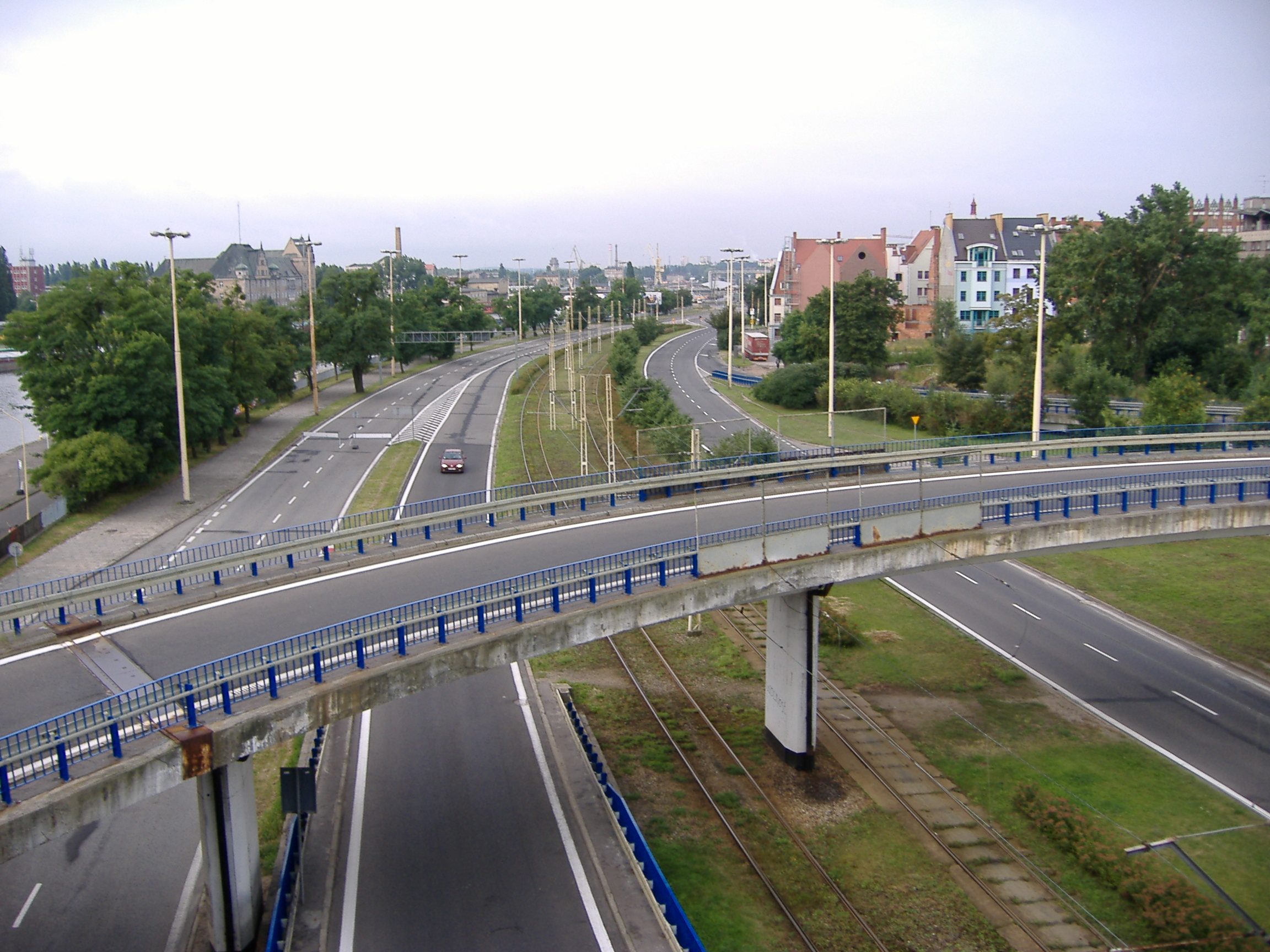
Trasa Zamkowa: widok z jednej z estakad na Trasę Nadodrzańską (Nabrzeże Wieleckie)
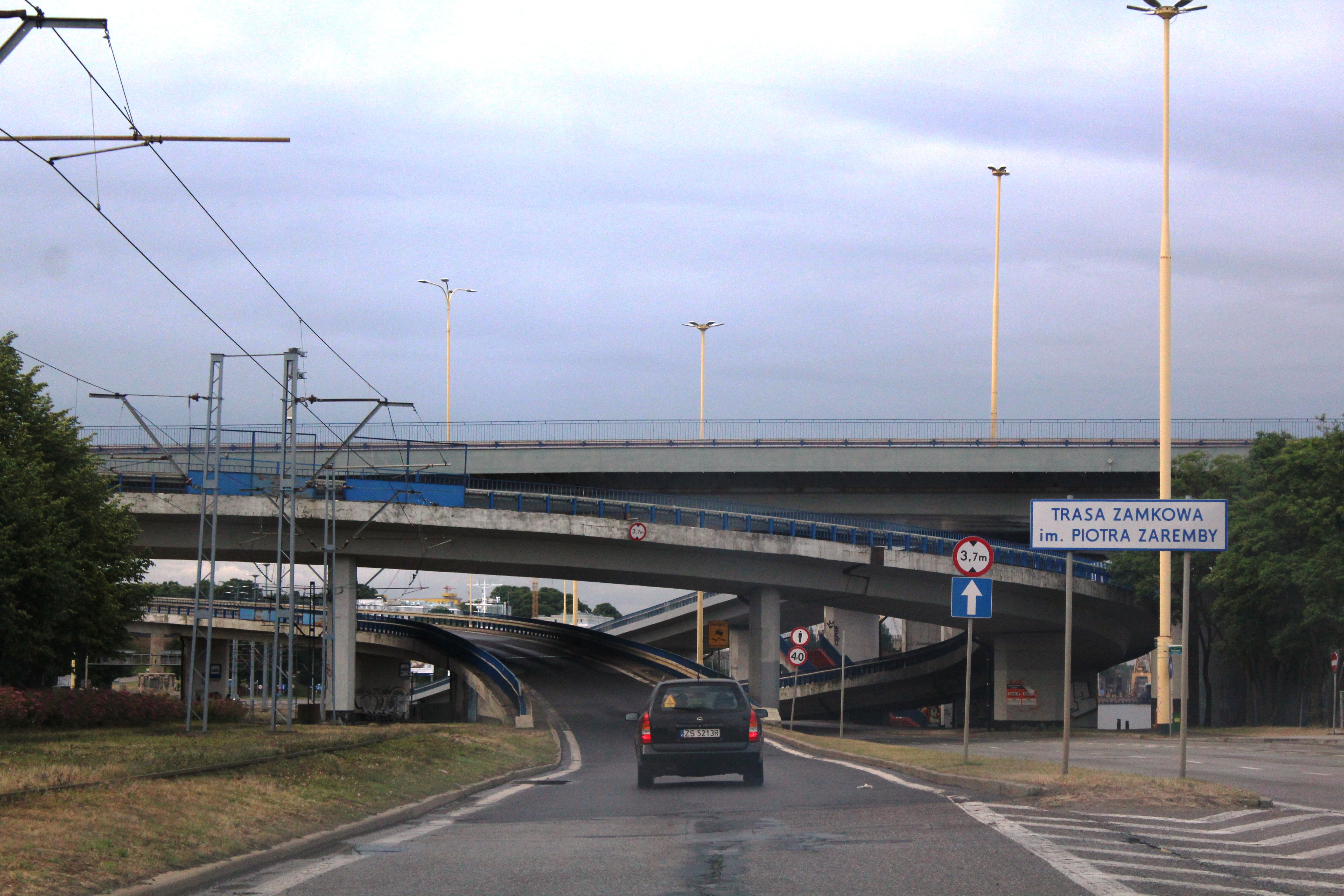
Wjazd na Trasę Zamkową z Nabrzeża Wieleckiego
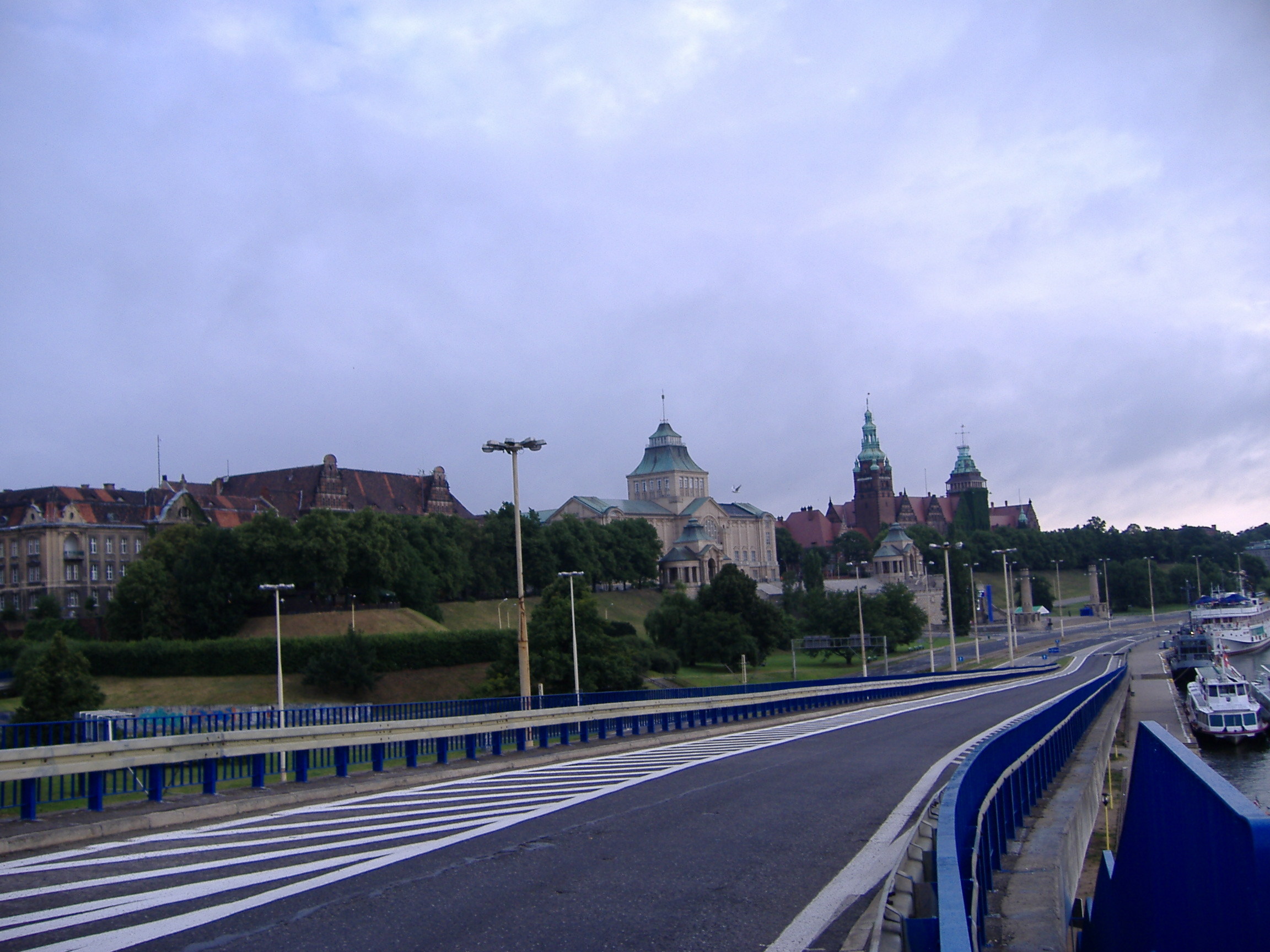
Trasa Zamkowa: zjazd w kierunku Wałów Chrobrego
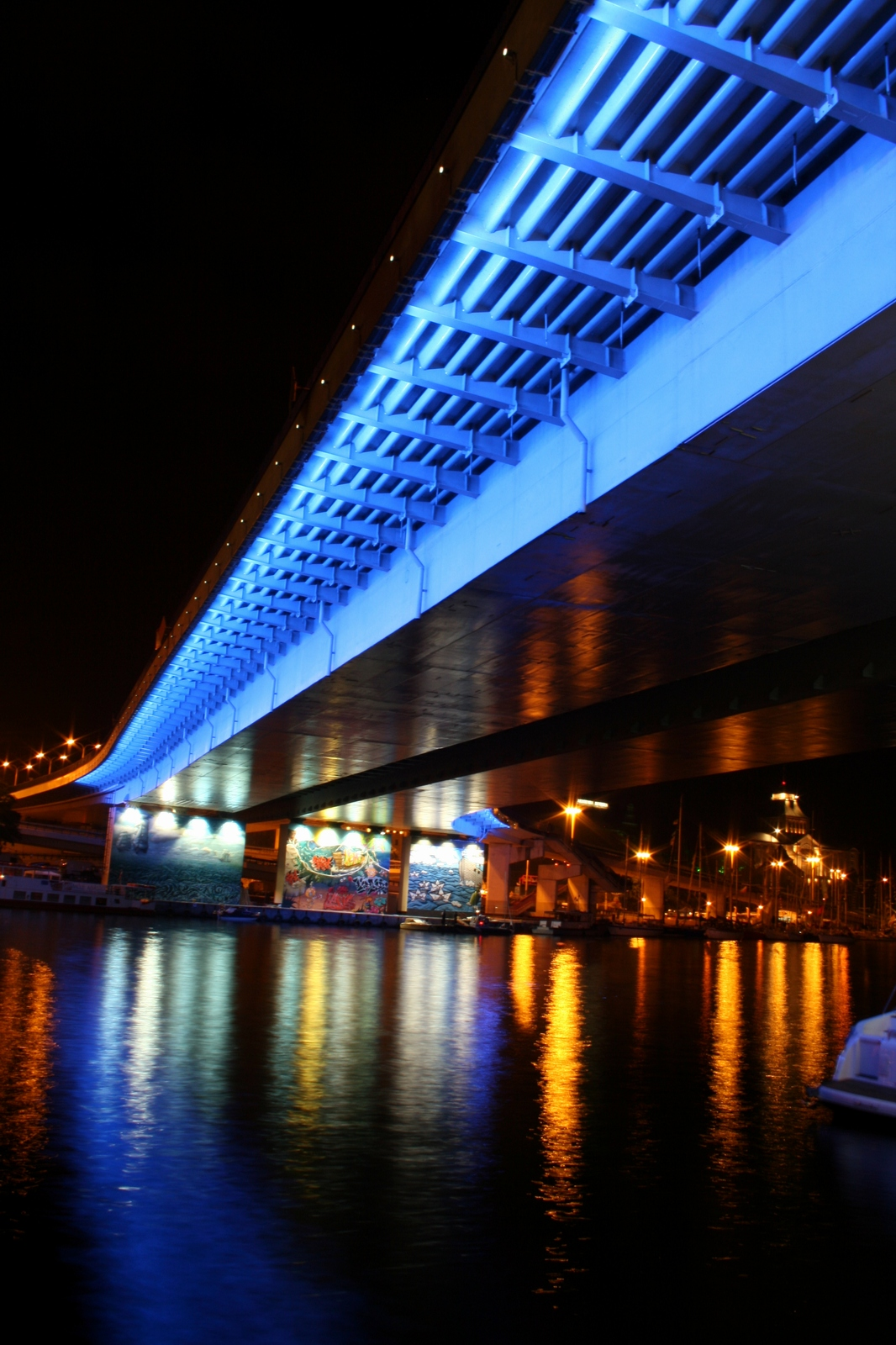
Podświetlenie przęsła jednego z mostów Trasy Zamkowej w nocy
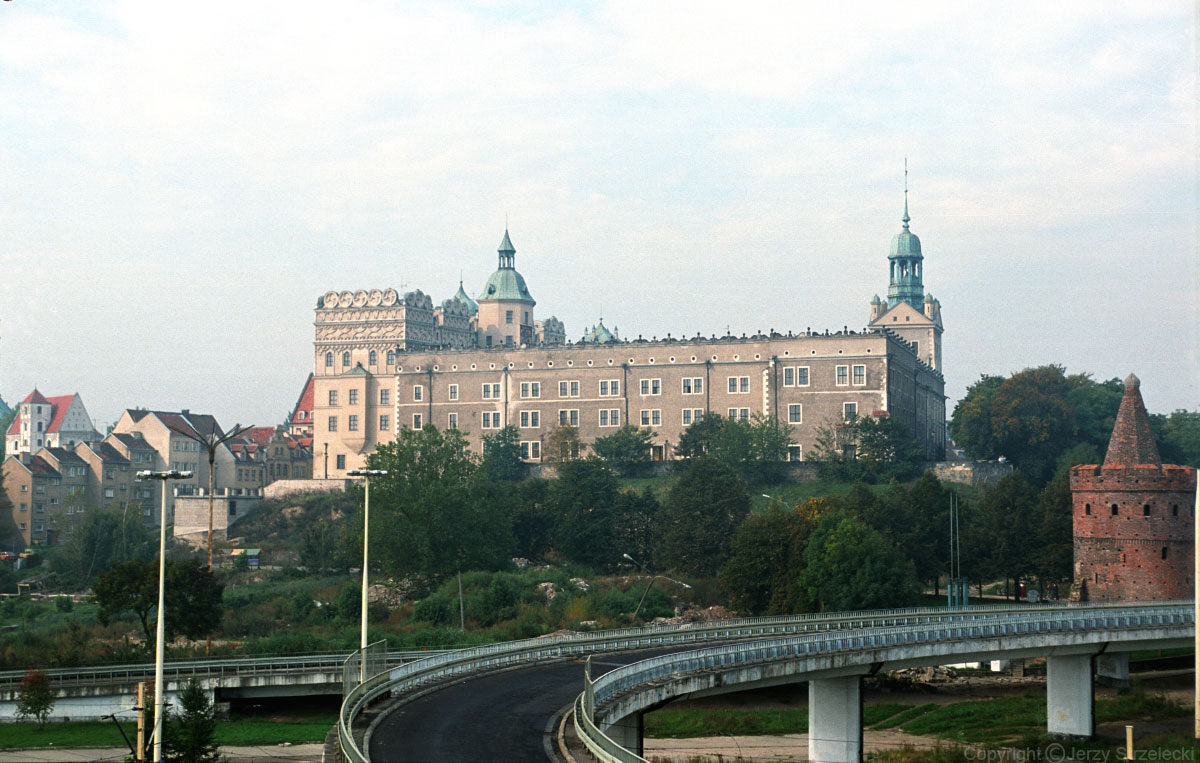
Widok na Zamek Książąt Pomorskich
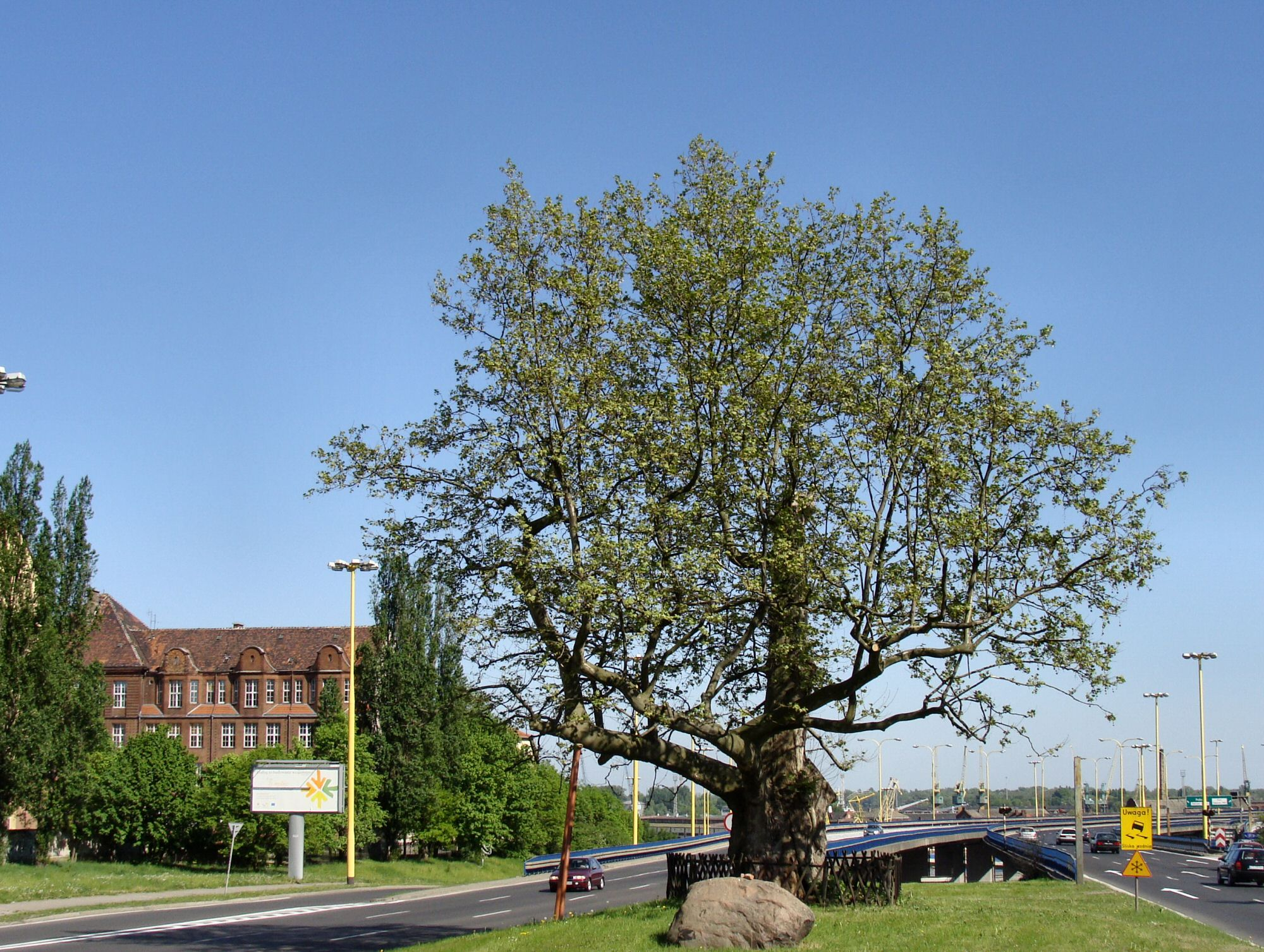
Platan klonolistny przy Trasie Zamkowej